# Século XVII a.C.
Século XVIII a.C. - Século XVII a.C. - Século XVI a.C.

## Eventos
- Desenvolvimento do alfabeto semítico setentrional, base de todos os alfabetos atuais.

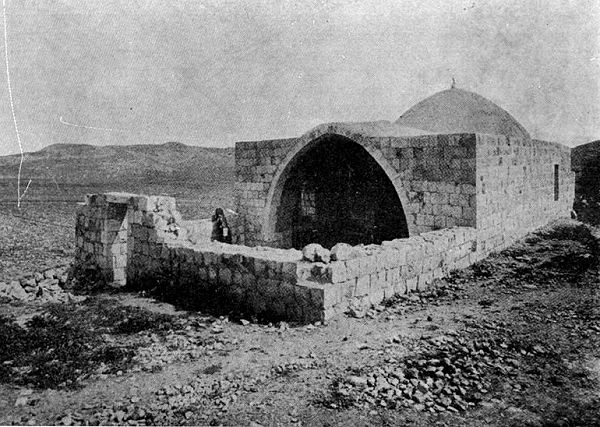
Suposto túmulo de José, em Israel. De acordo com Gênesis, José pediu que seus ossos fossem levados de volta a Israel, quando o povo saísse do Egito

- 1700 a.C.: A civilização do Vale do Indo chega ao fim, mas continua com a cultura do cemitério H.
- 1700 a.C.: O período do antigo palácio minóico termina e o período do segundo palácio minóico começa na Grécia Antiga.
- 1700 a.C.: início do período minóico tardio em Creta.
- 1700 a.C.: Metalúrgicos do Mar Egeu estão produzindo objetos decorativos que rivalizam com os joalheiros do Antigo Oriente Médio, cujas técnicas parecem emprestar.
- 1700 a.C.: Lila-Ir-Tash começou a governar Elam.
- 1700 a.C: Começa a Idade do Bronze na China.
- 1698 a.C.: Lila-Ir-Tash, o governante de Elam, morreu. Temti-Agun começa a governar o Império Elamita.
- 1690 a.C.: Temti-Agun I, o governante de Elam, morreu. Tan-Uli começou a governar Elam.
- 1690 a.C.: Libaia se tornou o rei da Assíria.
- 1680 a.C.: Egito: Desenvolvimento do pão fermentado (data aproximada).
- 1673 a.C: Sharma-Adad I se tornou o rei da Assíria.
- 1661 a.C.: Iptar-Sin se tornou o rei da Assíria.
- 1655 a.C.: Tan-Uli, o governante do Império Elamita, morreu.
- 1650 a.C.: Colapso da XIV dinastia egípcia.
- 1650 a.C.: Conquista de Mênfis pelos hicsos e colapso da XIII dinastia egípcia.
- 1650 a.C.: Início da XV (Hicsos) e XVI Dinastias do Egito.
- 1650 a.C: Possivelmente, início da Dinastia Abydos no Alto Egito.
- 1646 a.C ou anterior: China: o rei Jie de Xia é derrubado por Tang de Shang (ca. 1675-1646 a.C.) na Batalha de Mingtiao.
- 1649 a.C.: Bazaia se tornou o rei da Assíria.
- 1633 a.C. - 2 de maio - Saros Lunar 34 começa.
- 1625 a.C.: Samsi-Ditana torna-se Rei da Babilônia (cronologia média).
- 1621 a.C.: Lullaia se torna o rei da Assíria.
- 1620 a.C.: Mursil I torna-se rei do Império Hitita (cronologia média).
- 1615 a.C.: Shu-Ninua se tornou o rei da Assíria.
- 1600 a.C.: Tang de Shang estabeleceu a Dinastia Shang.

## Cronologia Bíblica
De acordo com James Ussher, em sua cronologia The Annals of the World:
- - 1695 a.C. - Amenófis reina no Egito, por 30 anos e 10 meses (baseado em Manetão 1:103)
  - 1689 a.C. - Jacó, em seu leito de morte, adota Manassés e Efraim, filhos de José, como seus filhos.[2][3] Jacó abençoa seus filhos, prevê o que acontecerá nas próximas gerações e fala do Messias, morrendo aos 147 anos, tendo passado os últimos 17 no Egito.[4][5]
  - 1664 a.C. - Oro reina no Egito, por 36 anos e 5 meses (baseado em Manetão 1:103)
  - 1635 a.C. - José morre, no Egito.
  - 1628 a.C. - Acenquerés, filha de Oro, reina no Egito, por 12 anos e um mês (Manetão 1:103)
  - 1616 a.C. - Ratótis, irmão de Acenquerés, reina no Egito, por 9 anos (Manetão 1:103)
  - 1615 a.C. - Etíopes, vindos do Rio Indo, se estabelecem nas fronteiras do Egito (baseado em Eusébio de Cesareia).
  - 1607 a.C. - Acenquerés, filho de Ratótis, reina no Egito, por 12 anos e 5 meses (Manetão 1:103)

## 1697 a.C.
- Governo de Sansiadade III, na Assíria (até 1683 a.C.).